# Costanza di Sicilia (figlia di Trancredi)
Costanza d'Altavilla (circa 1180 – post 1227), era una nobile normanna, figlia del re di Sicilia Tancredi d'Altavilla e dogaressa del 42º doge della Repubblica di Venezia Pietro Ziani .

## Biografia
Figlia del conte di Lecce e re di Sicilia Tancredi d'Altavilla e di Sibilla di Medania. Sorella maggiore di Guglielmo III d'Altavilla, ultimo re normanno del Regno di Sicilia.
Il padre morì nel 1194, e suo fratello fu deposto nel dicembre di quello stesso anno da Enrico VI di Svevia, imperatore del Sacro Romano Impero e marito di Costanza d'Altavilla, che instaurò nel regno la dinastia sveva. Insieme alla madre Sibilla e alle sorelle fu quindi incarcerata in un monastero in Alsazia ; furono liberate solo tempo dopo la morte di Enrico VI, nel 1198, riparando in Francia.
Sposò nel 1213 il doge Pietro Ziani. Il matrimonio fu combinato su suggerimento del doge come conferma e rinnovo del Trattato di Venezia tra la Sicilia e e la repubblica veneziana, stipulato dal padre di Pietro Ziani, il doge Sebastiano Ziani, e da Guglielmo II di Sicilia.
Ebbero tre figli: un maschio, Marco, morto circa trentenne nel 1254, e due femmine, Maria e Marchesina. Ci sono diverse versioni sulla sua morte: una che morì improvvisamente nel 1228, e che il Doge la prese così male che abdicò e morì poco dopo, l'altra sostiene che fosse ancora viva quando Ziani lasciò il suo ufficio nel 1229.